# Saldaña (ort)
Saldaña är en ort i Colombia. Den ligger i departementet Tolima, i den centrala delen av landet, 130 km sydväst om huvudstaden Bogotá. Saldaña ligger 311 meter över havet och antalet invånare är 9 237.
Terrängen runt Saldaña är platt. Runt Saldaña är det ganska tätbefolkat, med 67 invånare per kvadratkilometer. Närmaste större samhälle är Guamo, 12,3 km norr om Saldaña. Omgivningarna runt Saldaña är en mosaik av jordbruksmark och naturlig växtlighet.